# Gonomyia (Leiponeura) calyce
Gonomyia (Leiponeura) calyce is een tweevleugelige uit de familie steltmuggen (Limoniidae). De soort komt voor in het Afrotropisch gebied.